# ألفونسو أوربينا
ألفونسو أوربينا (بالإسبانية: Alfonso Urbina)‏ هو لاعب كرة قدم تشيلي في مركز الوسط، ولد في 18 مايو 1993 في فينيا ديل مار في تشيلي. لعب مع إيفرتون دي فينا ديل مار.

## وصلات خارجية
- ألفونسو أوربينا على موقع قاعدة بيانات كرة القدم.إي يو (الإنجليزية)
- ألفونسو أوربينا على موقع Soccerway.com (الإنجليزية)
- ألفونسو أوربينا على موقع AS.com (الإسبانية)